# Detroit Metropolitan repülőtér
A Detroit Metropolitan repülőtér (IATA: DTW, ICAO: KDTW) az Amerikai Egyesült Államok egyik jelentős nemzetközi repülőtere. Michigan államban, Detroit közelében található. Éves utasforgalma 28 160 572 fő (2022).

## Futópályák
A repülőtér futópályái:
- 03L/21R (8501 ft, 200 ft, beton)
- 03R/21L (10 001 ft, 150 ft, beton)
- 04L/22R (10 000 ft, 150 ft, beton)
- 04R/22L (12 003 ft, 200 ft, beton)
- 09L/27R (8708 ft, 150 ft, beton)
- 09R/27L (8500 ft, 150 ft, beton)

## Forgalom
Az utasforgalom az elmúlt években az alábbi módon változott:
| Utasok száma | 31 544 426 | 32 294 121 | 35 187 517 | 35 972 673 | 31 357 388 | 32 241 731 | 33 440 112 | 34 701 497 | 14 105 007 | 31 453 486 |
|              | 1998       | 2001       | 2004       | 2006       | 2009       | 2012       | 2015       | 2017       | 2020       | 2023       |

## Légitársaságok és úticélok
2023-ban a Detroit Metropolitan repülőtérről az alábbi járatok indulnak:

### Személy
| Légitársaság         | Célállomások | Források |
| -------------------- | --- | -------- |
| Aeroméxico Connect   | Guadalajara (kezdődik 2024. március 14-től), Monterrey, Querétaro (újrakezdődik 2024. január 8-tól) | [ 3 ]    |
| Air Canada Express   | Montréal–Trudeau, Toronto–Pearson | [ 4 ]    |
| Air France           | Párizs-Charles de Gaulle repülőtér | [ 5 ]    |
| Alaska Airlines      | Seattle/Tacoma | [ 6 ]    |
| American Airlines    | Charlotte, Dallas/Fort Worth, Miami, Phoenix–Sky Harbor Szezonális: Philadelphia | [ 7 ]    |
| American Eagle       | Chicago–O'Hare, New York–LaGuardia, Philadelphia, Washington–National Szezonális: Charlotte | [ 7 ]    |
| Delta Air Lines      | Amszterdam, Atlanta, Austin, Baltimore, Boston, Buffalo, Cancún, Charlotte, Chicago–Midway, Chicago–O'Hare, Cincinnati, Cleveland, Dallas/Fort Worth, Denver, Fort Lauderdale, Fort Myers, Frankfurt, Grand Rapids, Hartford, Honolulu, Houston–Intercontinental, Indianapolis, Jacksonville (FL), Kansas City, Las Vegas, London–Heathrow, Los Angeles, Madison, Memphis, Mexico City, Miami, Milwaukee, Minneapolis/St. Paul, Myrtle Beach, Nashville, Newark, New Orleans, New York–JFK, New York–LaGuardia, Orange County, Orlando, Párizs-Charles de Gaulle repülőtér, Philadelphia, Phoenix–Sky Harbor, Pittsburgh, Portland (ME), Providence, Raleigh/Durham, Richmond, Sacramento (újrakezdődik 2024. július 8-tól), Salt Lake City, San Antonio, San Diego, San Francisco, San Juan, Sarasota, Seattle/Tacoma, Seoul–Incheon, Shanghai–Pudong, St. Louis, Tampa, Tokyo–Haneda, Traverse City, Washington–National, West Palm Beach Szezonális: Albany, Anchorage (újrakezdődik 2024. június 7-től), Bozeman, Charleston (SC), Columbus–Glenn, Destin/Fort Walton Beach, Green Bay, Montego Bay, München, Norfolk, Pensacola, Portland (OR), Puerto Vallarta, Punta Cana, Reykjavík–Keflavík, Róma-Fiumicino nemzetközi repülőtér, San José del Cabo, Savannah, Syracuse | [ 9 ]    |
| Delta Connection     | Albany, Alpena, Appleton, Binghamton (újrakezdődik 2024. január 8-tól), Birmingham (AL), Bloomington/Normal, Chattanooga, Cincinnati, Cleveland, Columbus–Glenn, Des Moines, Elmira/Corning, Escanaba (MI), Green Bay, Greensboro, Greenville/Spartanburg, Harrisburg, Huntsville, Indianapolis, Iron Mountain, Kalamazoo, Knoxville, Lansing, Lexington, Louisville, Madison, Marquette, Memphis, Milwaukee, Montréal–Trudeau, New York–JFK, Norfolk, Omaha, Pellston, Pittsburgh, Providence, Richmond, Rochester (NY), Saginaw, Sault Ste. Marie (MI), South Bend, Syracuse, Toronto–Pearson, Traverse City, Washington–Dulles, White Plains Szezonális: Burlington (VT), Portland (ME) | [ 9 ]    |
| Frontier Airlines    | Atlanta, Denver, Las Vegas, Orlando, Phoenix–Sky Harbor, Raleigh/Durham, Tampa Szezonális: Cancún (kezdődik 2023. november 16-tól), Fort Myers (kezdődik 2023. november 16-tól), San Francisco | [ 13 ]   |
| Icelandair           | Szezonális: Reykjavik–Keflavík | [ 14 ]   |
| JetBlue              | Boston, New York–JFK | [ 15 ]   |
| Lufthansa            | Frankfurt | [ 16 ]   |
| Royal Jordanian      | Amman–Queen Alia | [ 17 ]   |
| Southwest Airlines   | Baltimore, Chicago–Midway, Denver, Las Vegas, Nashville, Phoenix–Sky Harbor, St. Louis Szezonális: Orlando, Tampa | [ 18 ]   |
| Spirit Airlines      | Atlanta, Austin, Baltimore, Cancún, Dallas/Fort Worth, Fort Lauderdale, Fort Myers, Houston–Intercontinental, Las Vegas, Los Angeles, Miami, Minneapolis/St. Paul, Myrtle Beach, Newark, New York–LaGuardia, Orlando, Tampa Szezonális: New Orleans, Philadelphia, Phoenix–Sky Harbor, San Juan | [ 20 ]   |
| Sun Country Airlines | Szezonális: Minneapolis/St. Paul | [ 21 ]   |
| Turkish Airlines     | Istanbul (kezdődik 2023. november 15-től) | [ 22 ]   |
| United Airlines      | Chicago–O'Hare, Denver, Houston–Intercontinental, Newark | [ 23 ]   |
| United Express       | Chicago–O'Hare, Houston–Intercontinental, Newark, Washington–Dulles | [ 23 ]   |
| WestJet              | Szezonális: Calgary, Vancouver (kezdődik 2024. április 28-tól) | [ 25 ]   |